# Perespa (jezioro)
Perespa (także: Perespilno) – jezioro w Polsce, w województwie lubelskim, w powiecie włodawskim.

## Położenie
Akwen położony jest na wschód od jeziora Spólnego, od którego odgradza go bagno Zawłocze i na południe od wsi Żłobek w gminie Włodawa, pośród lasów i terenów zabagnionych.

## Morfometria
Jezioro ma powierzchnię 24,3 hektara, a jego basen składa się z dwóch zagłębień o kształcie płaskodennych mis. Basen północny ma maksymalną głębokość 6,2 metra, a południowy 4,5 metra. Oddzielające misy spłycenie ma maksymalną głębokość 2,7 metra. Brzegi są płaskie, zabagnione i niedostępne, z wyjątkiem dwóch miejsc, gdzie do linii brzegowej przytykają piaszczyste wzniesienia.

## Przyroda
Szata roślinna akwenu i jego otoczenia jest zróżnicowana. Występują tu klasy Lamnetea, Potamogetonetea oraz Phragmitetea. Na terenach zabagnionych dominują turzycowiska ze związku Magnocaricion elatae (głównie zespoły Caricetum elatae i Caricetum gracilis). W otoczeniu rosną olsy z klasy Alnetea glutinosae oraz różne typy borów z klasy Vaccinio-Piceetea. W latach 2010–2012 wokół jeziora stwierdzano obecność kilkuset kwitnących osobników aldrowandy pęcherzykowatej.

## Turystyka
Zachodnim brzegiem akwenu przechodzi  zielony szlak pieszy Pętla Sobiborska.